# اس‌ام یو-۱۰۸
اس‌ام یو-۱۰۸ (به انگلیسی: SM U-108) یک زیردریایی است که طول آن 70.60 m (overall) می‌باشد. این زیردریایی در سال ۱۹۱۷ ساخته شد.